# Blå taggsvamp
Blå taggsvamp (Hydnellum caeruleum) är en svampart som först beskrevs av Jens Wilken Hornemann, och fick sitt nu gällande namn av Petter Adolf Karsten 1879. Blå taggsvamp ingår i släktet korktaggsvampar och familjen Bankeraceae.  Arten är reproducerande i Sverige. Inga underarter finns listade i Catalogue of Life.

## Källor

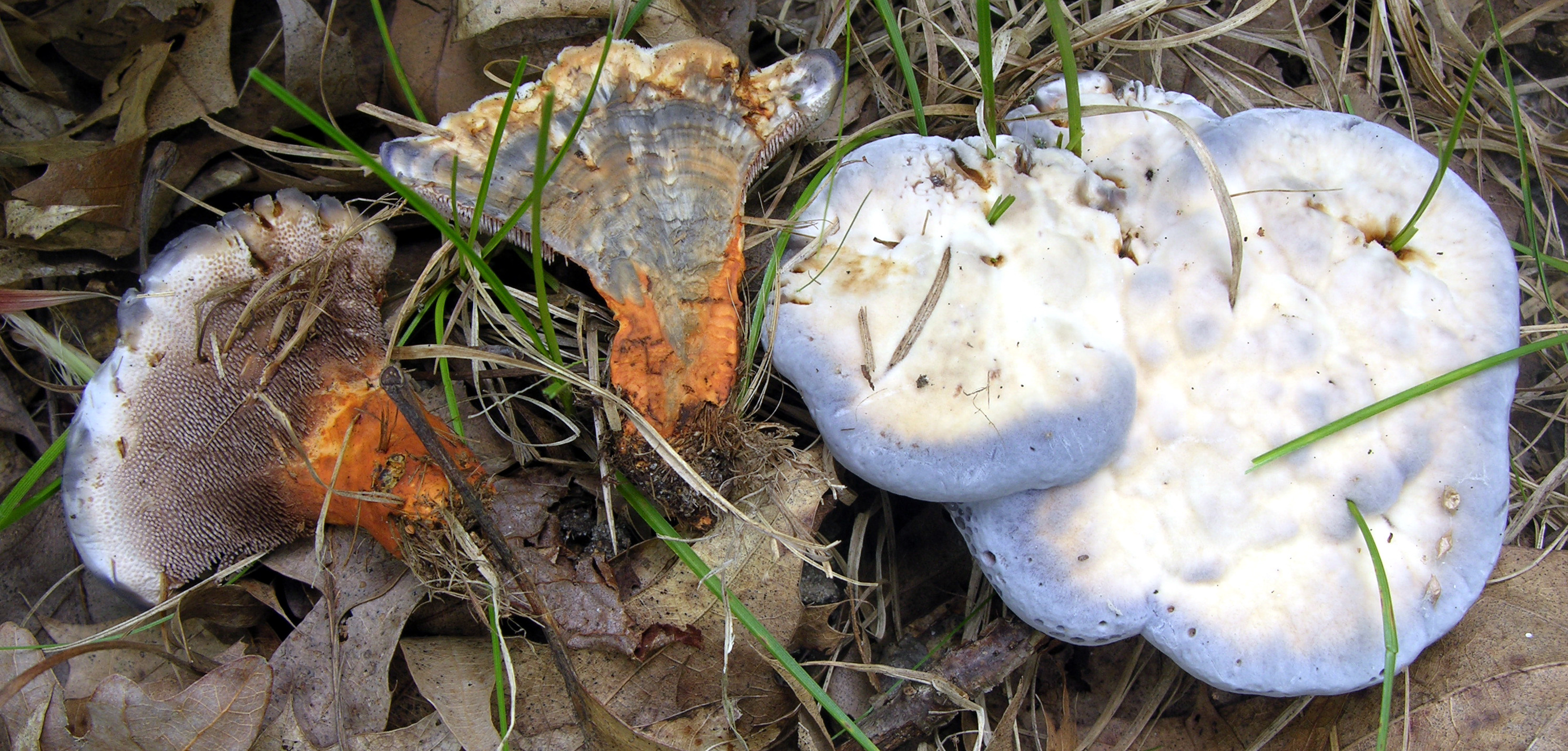